# Kirovske (Crimée)
Kirovske (en ukrainien : Кіровське), Kirovskoïe (en russe : Кировское ou İslâm-Terek (en tatar de Crimée) est une commune urbaine située dans la république autonome de Crimée, en Ukraine, occupée par la Russie depuis 2014. Sa population s'élevait à 7 067 habitants en 2013.
La ville sert également de centre administratif du Raïon de Kirovske.

## Géographie
Kirovske est située à 92 km au nord-est de Simferopol et à 101 km à l'ouest de Kertch.

## Histoire
La région de Kirovske était peuplée au IIe millénaire av. J.-C., comme en témoignent des sites funéraires de l'âge du bronze, à la périphérie de l'agglomération.
Le village d'Islam-Terek (en ukrainien : Іслам-Терек) ou Islam-Direk est mentionnée en 1783. Islam-Terek fut incorporé à l'Empire russe avec la Crimée, en 1783. Sur son territoire, une colonie allemande fut fondée dans les années 1840, mais elle se sépara du village sous le nom de Neudorf. En 1935, Islam-Terek devint le centre administratif du nouveau raïon de Kirov.
En 1945 le village fut rebaptisé Kirovske, dans le cadre de la russification des noms en tatar de Crimée. Kirovske accéda au statut de commune urbaine en 1957.

## Population
Recensements (*) ou estimations de la population :
| 1926* | 1959* | 1970* | 1979* |
| ----- | ----- | ----- | ----- |
| 376   | 5 497 | 5 630 | 6 708 |

| 1989* | 2001* | 2010  | 2011  |
| ----- | ----- | ----- | ----- |
| 7 627 | 7 465 | 7 048 | 7 024 |

| 2012  | 2013  | - | - |
| ----- | ----- | - | - |
| 7 064 | 7 067 | - | - |